# Óscar Pérez Bovela
Óscar Pérez Bovela (Oviedo, 27 agosto 1981) è un ex calciatore spagnolo, di ruolo centrocampista.

## Carriera
Nella stagione 2000-2001 ha giocato 2 partite in massima serie con la maglia del Real Oviedo.